# Pinamar partido
Pinamar egy partido Argentína középpontjától keletre, Buenos Aires tartományban. Székhelye Pinamar.

## Népesség
A partido népessége a közelmúltban a következőképpen változott:
| Év   | Lakosság |
| ---- | -------- |
| 2001 | 19 473   |
| 2010 | 25 728   |